# اس‌اس لمبریج
اس‌اس لمبریج (به انگلیسی: SS Lambridge) یک کشتی است. این کشتی در سال ۱۹۱۷ ساخته شد.